# Геноцид коренных народов
Геноцид коренных народов — массовое уничтожение общин коренных народов в результате колониальной экспансии или при образовании государства доминирующей группой.:45
Хотя концепция геноцида была сформулирована Рафаэлем Лемкиным в середине XX века, расширение различных европейских колониальных держав, таких как Испанская и Британская империи, и последующее создание колоний на территории коренных народов часто было сопряжено с актами геноцида в отношении групп коренных народов: индейцев Северной и Южной Америк, аборигенов Австралии, аборигенов Африки и коренных народов Азии.:139 По словам Лемкина, колонизация сама по себе была «геноцидной». Он рассматривал этот геноцид как двухэтапный процесс, первым из которых было разрушение образа жизни коренного населения, а вторым — навязывание пришлыми своего образа жизни коренной группе.:77 По словам Дэвида Мэйбери-Льюиса, имперские и колониальные формы геноцида осуществляются двумя основными способами: либо путем преднамеренной очистки территорий от их первоначальных жителей, чтобы сделать их пригодными для использования в целях добычи ресурсов или основания колониальных поселений, либо путем привлечения коренных народов как подневольных работников в колониальных или империалистических проектах добычи ресурсов.:48 Обозначение конкретных событий в качестве геноцида часто оценивается как спорное и является предметом дискуссий.
Некоторые ученые, в том числе Лемкин, утверждают, что культурный геноцид, иногда называемый этноцидом, также должен быть признан как форма геноцида. Люди могут продолжать существовать, но не иметь возможности увековечить свою групповую идентичность в связи с запретами на культурные и религиозные обряды, являющимися основой этой идентичности. В качестве примеров этноцида приводят обращение с тибетцами правительством Китая и коренными американцами со стороны федерального правительства Соединенных Штатов.

## Понятие геноцида
Понятие геноцида было определено в 1944 году Рафаэлем Лемкиным. После Второй мировой войны он был принят Организацией Объединённых Наций в 1948 году. Для Лемкина геноцид был широко определён и включал все попытки уничтожить определённую этническую группу, будь они чисто физическими (путем массовых убийств) или культурными и психологическими (путем угнетения и уничтожения образа жизни коренных народов).

Определение ООН, которое используется в международном праве, является более узким, чем определение Лемкина, и гласит, что геноцид это: «любое из следующих действий, совершенных с целью уничтожить, полностью или частично, национальную, этническую, расовую или религиозную группу, как таковую:
1. убийство членов группы;
2. причинение серьёзного телесного или психического вреда членам группы;
3. умышленное создание условий жизни, рассчитанных на полное или частичное физическое уничтожение группы;
4. принятие мер, направленных на предотвращение рождений в группе;
5. насильственное перемещение детей из группы в другую группу».

Определение того, какие исторические события представляют собой геноцид, не является вопросом с чётким ответом и может быть предметом научных дискуссий. Практически в каждом случае, когда распространялись обвинения в геноциде, приверженцы различных сторон яростно оспаривали детали и интерпретацию этих событий, часто до такой степени, что рисовали совершенно разные версии фактов. Помимо определения ООН, историки часто опираются на более широкие определения, такие как определение Лемкина, которое рассматривает колониальное насилие над коренными народами как геноцид по своей сути. Например, в случае колонизации Северной и Южной Америки, когда коренные народы Северной и Южной Америки сократились на 90 % в первые века европейской колонизации, можно спорить о том, происходит ли геноцид, так как основной причиной этого снижения считается болезнь, распространение которой было в основном непреднамеренным. Некоторые исследователи геноцида отделяют сокращение населения из-за болезни от геноцидной агрессии одной группы по отношению к другой. Некоторые ученые утверждают, что для того чтобы охарактеризовать действия как геноцид, намерение не является необходимым, поскольку геноцид может быть совокупным результатом мелких конфликтов, в которых поселенцы, или колониальные или государственные агенты, совершают насилие в отношении групп меньшинств:45. Другие утверждают, что тяжелые последствия европейских болезней для многих групп населения Нового Света усугубляются различными формами геноцидного насилия, и что преднамеренные и непреднамеренные смерти не могут быть легко разделены. Некоторые ученые рассматривают колонизацию Северной и Южной Америки как геноцид, поскольку они утверждают, что в основном она была достигнута путем систематической эксплуатации и уничтожения определённых этнических групп, даже когда большинство смертей было вызвано болезнями, а не прямым насилием со стороны колонизаторов:xii. С этой точки зрения, концепция «явного предначертания» в экспансии на запад от восточной части Соединенных Штатов может рассматриваться как способствующая геноциду. Из книги «Глобальные паразиты»: «Все ещё [обычная практика [потомков колонизаторов]] винит только болезнь за уничтожение коренного населения, тем самым оправдывая себя [и родословную] любой моральной вины. Однако такие смерти пуритане трактовали как ʿочищение нашей собственностиʾ Господом».:67

## Коренные американцы
Историки и ученые, изучавшие эту историю в контексте геноцида, включали историка Дэвида Стэннарда и антропологического демографа Рассела Торнтона, а также ученых-активистов, таких как Вайн Делория-младший, Рассел Минс и Уорд Черчилль. Стэннард сравнивает события колонизации в Северной и Южной Америке с определением геноцида в конвенции ООН 1948 года и пишет, что «В свете языка ООН, даже если отбросить некоторые из его более слабых конструкций, невозможно узнать, что произошло в Америке в течение шестнадцатого, семнадцатого, восемнадцатого и девятнадцатого веков и не сделать вывод, что это был геноцид».:281 Торнтон описывает как геноцид прямое воздействие войны, насилия и массовых убийств, многие из которых привели к уничтожению целых этнических групп:104—113. Политолог Гюнтер Леви говорит, что «даже если до 90 процентов сокращения индейского населения было результатом болезней, это приводит к значительному количеству погибших в результате плохого обращения и насилия». Профессор по изучению коренных американцев Роксана Данбар-Ортис говорит «Сторонники позиции по умолчанию подчеркивают истощение по болезням, несмотря на другие причины, столь же смертельные, если не более того. При этом они отказываются признать, что колонизация Америки была геноцидной по плану, это не просто трагическая судьба групп населения, не имеющих иммунитета к болезням».
К 1900 году численность коренного населения в Северной и Южной Америке сократилась более чем на 80 %, а в некоторых районах — на 98 %. Последствия таких болезней, как оспа, корь и холера в течение первого столетия колониализма, в значительной степени способствовали гибели людей, в то время как насилие, принудительное перемещение и военные действия колонизаторов против индейцев способствовали гибели людей в последующие столетия. Как описано в книге МакКены и Пратта «также очевидно, что общая история полушария основана на двойной трагедии геноцида и рабства, которые являются частью наследия европейских вторжений. За последние 500 лет коренные жители севера и юга были перемещены, умерли от болезней и были убиты европейцами в результате рабства, изнасилований и войн. В 1491 году в западном полушарии проживало около 145 миллионов человек. К 1691 году население коренных народов Америки сократились на 90-95 процентов, или примерно на 130 миллионов человек».
По словам географов из Университетского колледжа Лондона, колонизация Америки европейцами убила так много людей, что привела к изменению климата и глобальному похолоданию. Профессор Марк Маслин, один из соавторов исследования, говорит, что большое число погибших также привело к росту экономики Европы: «депопуляция Северной и Южной Америки, возможно, непреднамеренно позволила европейцам доминировать в мире. Промышленная революция и для европейцев, чтобы продолжить это господство».
Рабство среди коренных народов Америки принимало разные формы. Европейские колонии покупали коренное население в качестве рабов в рамках международной торговли работниками коренных американцев, которая продолжалась с конца XV века до XIX века. Недавно ученые Андрес Ресендес и Бретт Рашфорт подсчитали, что от двух до пяти миллионов коренных жителей были порабощены в рамках этой торговли. Хотя рабство незаконно на всей территории Северной и Южной Америки, некоторые коренные народы все ещё остаются фактическими рабами. Также после прибытия английских поселенцев пять племен индейцев сами стали рабовладельцами, подражая европейцам.
По оценкам, во время конкисты (испанская колонизация Америки) в колониальный период (1492—1832 гг.) В Северной и Южной Америке поселились 1,86 млн испанцев и ещё 3,5 млн иммигрировали в постколониальную эпоху (1850—1950 гг.). Напротив, популяции коренного населения Америки резко упало примерно на 80 % в первые полтора столетия после путешествия Колумба, главным образом из-за распространения заболеваний. Утверждается, что это был первый крупномасштабный акт геноцида в современную эпоху, хотя это утверждение оспаривается из-за появления болезней, которые считаются побочным продуктом Колумбова обмена.
Благородный Дэвид Кук, пишущий о завоевании Черной Легендой Америки, писал: «Испанцев было слишком мало, чтобы убить миллионы, которые, как сообщалось, погибли в первом веке после контакта со Старым и Новым Светом». Вместо этого он оценивает, что число погибших было вызвано такими заболеваниями, как оспа, в которых, по некоторым оценкам, уровень смертности среди коренных американцев составлял 80-90 %.
После первоначального завоевания Северной и Южной Америки испанцы внедрили систему энкомьенда, чтобы способствовать культурной ассимиляции коренных народов и их переходу в католицизм, которая на практике привела к юридически санкционированной эксплуатации природных ресурсов и принудительного труда в жестоких условиях с высоким уровнем смертности.
Во время индейских войн (более 40 конфликтов между 1775 и 1890 годами) погибло 45 000 индейцев и 19 000 белых, часто в ходе этих войн происходило истребление гражданского населения:48-49. Их результатом стало покорение североамериканских индейцев и их ассимиляция либо насильственное переселение в индейские резервации. К этому периоду относятся такие этнические чистки, как «Дорога слёз» и калифорнийский геноцид.

## Африка
Современные оценки населения Алжира до французского завоевания 1830 года сильно различаются, отсутствие данных не позволяет сделать точную оценку По некоторым оценкам в 1861 население Алжира составляло 2,7 миллиона в 1861 году, а в 1871 году упало до 2,1 миллиона в результате голода, болезней и эмиграции.
При Леопольде II потери населения в Свободном государстве Конго под управлением Бельгии оцениваются в шестьдесят процентов.:47 Свободное государство Конго особенно сильно пострадало от сонной болезни и эпидемий оспы.

### Геноцид в немецкой Юго-Западной Африке
В 1904—1908 годах колониальными войсками кайзеровской Германии было уничтожено около 65 000 (до 80 %) человек из племени гереро (банту) и 10 000 (50 %) человек племени нама (готтентоты) в Германской Юго-Западной Африке на территории современной Намибии в ходе жестокого подавления народного восстания.

## Восточная Азия
В конце XIX века острова Рюкю были аннексированы Японской империей как префектура Окинава. Правительство Мэйдзи подавляло этническую самобытность, традиции, культуру и язык рюкюсцев, пытаясь их ассимилировать.:3 В период оккупации островов Рюкю США было много нарушений прав человека.:4, 50–51
В качестве актов геноцида иногда упоминаются последствия Менаси-Кунаширского восстания и восстание Сягусяина айнов против японского правительства.
Во время расширения Вьетнама на юг вьетнамские поселенцы начали заселять территории, ранее занятые тямами, тхыонгами и кхмерами. Во время войны против Тямпы в 1471 году вьетнамцы совершили акты геноцида, убив 60 тысяч тямов при захвате столицы, которая подвергалась массовым поджогам.
Третья ойратско-маньчжурская война иногда упоминается как джунгарский геноцид.

### Геноцид японцев Орокена и Хэчжэня
Во время Второй китайско-японской войны (1937—1945 гг.) японцы проводили «бактериальные эксперименты» над народностями ороченов путём поставок опиума, который способствовал их смерти и вызвал сокращение их населения, пока в конце не осталось в живых только 1000 из них.

## Британская империя
В таких местах, как США, Австралия, Новая Зеландия и Канада переселенческий колониализм был осуществлен англичанами. Иностранная земля, рассматриваемая как привлекательная для поселения, была объявлена как terra nullius или «ничья земля». Поэтому коренным жителям было отказано в суверенитете или правах собственности в глазах англичан. Это рассматривается как оправданное вторжение и насильственный захват чужой земли для создания колоний, населенных британскими поселенцами. Подобная колонизация обычно приводила к значительному сокращению численности коренного населения в результате войн, новых болезней, массовых убийств местного населения и попыток его насильственной ассимиляции. Количество поселенцев из Британии и Европы быстро росло и они создали совершенно новые общества. Коренное население стало угнетенным меньшинством на собственной земле. Постепенная насильственная экспансия колониальных держав в земли коренных народов могла длиться веками, как это было в австралийских пограничных войнах и войнах американских индейцев.
Рафаэль Лемкин, создатель термина «геноцид», считал что замена коренных американцев английскими и более поздними британскими колонистами одним из исторических примеров геноцида.

### Австралия и Новая Зеландия
Широкое сокращение населения произошло после завоевания главным образом из-за инфекционных заболеваний. Количество австралийских аборигенов сократилось на 84 % после британской колонизации. Население маори в Новой Зеландии снизилось на 57 % по сравнению с самой высокой точкой. Дети аборигенов, «украденные поколения», были конфискованы правительством Австралии и подвергались насильственной ассимиляции и жестокому обращению в течение большей части XX века. Аборигены получили право голоса в некоторых штатах только в 1962 году.
Исторические войны в Австралии — это постоянные публичные дебаты по поводу толкования истории британской колонизации Австралии и развития современного австралийского общества, особенно в том, что касается влияния на аборигенов австралийцев и жителей островов Торресова пролива.

### Британская Индия
В конце XVIII и XIX веков в Британской Индии наблюдался рост числа массового голода. Приблизительно 15 миллионов человек умерли с 1850 по 1899 год в результате 24 вспышек массового голода, больше, чем за любой другой 50-летний период. Этот голод в Британской Индии был достаточно сильным, чтобы оказать заметное влияние на долгосрочный рост населения страны, особенно за полвека между 1871 и 1921 годами. Особенно тяжёлым стал Великий голод 1876—1878 годов, когда погибло от 6,1 до 10,3 млн человек.

### Канада
В Канаде коренное население первых наций Британской Колумбии сократилось на 75 %. Выжившие коренные народы продолжали страдать от жесткой дискриминации по расовому признаку со стороны новообразованных колониальных обществ.
Канадское правительство принесло извинения за «подавление» коренных наций. Канаду обвинили в геноциде за принудительную стерилизацию коренных народов в Альберте.

### Тасмания
Историк Нил Фергюсон назвал колонизацию Тасмании «событием, которое действительно заслуживает ныне чрезмерно употребляемого термина геноцид», и упоминает Ирландию и Северную Америку как районы, подвергшиеся этнической чистке от рук британцев. По словам Патрика Вулфа в журнале «Исследования геноцида», «массовая резня коренного населения англичанами» представляет собой геноцид.

### Другие владения
В книге Майка Дэвиса Поздний викторианский холокост: «Голод Эль-Ниньо и создание третьего мира» (англ. Late Victorian Holocausts: El Niño Famines and the Making of the Third World) — он утверждает, что «миллионы умерли не за пределами современной мировой системы, а в самом процессе насильственного включения в его экономические и политические структуры. Они погибли в золотой век либерального капитализма; действительно, многие были убиты … богословским применением священных принципов Смита, Бентама и Милля».

## Коренные народы России
Марк Левен называет Россию в ряду стран (Китая, Османской империи и Австрии), в которых расхождения между желаемым статусом мировой державы и фактическим спадом влияния были важным фактором эпизодов геноцида.

Российские специалисты зачастую представляют процесс покорения Сибири и Дальнего Востока как сугубо мирный:
русские землепроходцы проявляли веротерпимость и не нарушали внутренней организации жизни местного населения. Освоение Сибири и Дальнего Востока русскими проходило без каких-либо религиозных войн, без геноцида в отношении местных аборигенов, без создания резервации для коренных этносов. Все эти американские приемы колонизации так и остались, слава Богу, неведомы народам Сибири и Дальнего Востока.Юрий Булатов
Николай Гумилёв писал «К счастью для России, в её истории не было тотального уничтожения слабых народов по принципу расы или идеологии, и этой заслугой предков можно гордиться». При условии крещения инородцы могли сделать успехи в карьерном продвижении в России.
Хотя политика России была направлена на ассимиляцию местного населения, отмечаются следующие эпизоды, характеризуемые некоторыми авторами как геноцид:
- якутов в бассейне реки Лены в 1640-x годах[73]: по некоторым утверждениям, за сорок лет популяция якутов в бассейне Лены сократилась на 70%; отмечается жестокость Петра Головина, первого якутского воеводы, по отношению к местному населению при невыплате ясака[74]
- дауров по берегам Амура: в 1645 году под руководством Пояркова, в 1650 году — под руководством Хабарова[75].

Местное население Камчатки за полвека завоевания региона казаками сократилось в численности на 60%, с 20 до 8 тысяч. Действия казаков по отношению к коренным народам Камчатки некоторыми авторами характеризуются как геноцид. Николай Ядринцев утверждал, что с середины XVIII века до середины XIX века численность ительменов сократилась на 90%, манси на 50%, и ещё дюжина этносов прекратила своё существование. Отмечаются следующие эпизоды:
- ительмены пострадали в результате подавления восстаний в 1706, 1731, и 1741 годах[80]
- чукчи в 1729, 1730—1731 (Афанасий Шестаков[81] и Дмитрий Павлуцкий[82]:145—146) и 1744—47 годах[80]. В 1734 году казаки распространили оспу на чукотскую территорию, эпидемия продолжалась два года[81].
- коряки, восстававшие в 1745—1756 годах[83], массово истреблялись[80]. К середине XVIII века коряки стали зависимы от алкоголя, табака, инструментов и оружия, которое получали от русских торговцев. Попытки противостоять России ослабили их, чем воспользовались чукчи, атаковавшие их с севера; к концу XVIII века в результате этих атак и эпидемий погибло около 50% коряков. Только несколько тысяч коряков пережило первый век под владением России[84].

Первые два десятилетия колонизации Алеутских островов характеризовались актами жестокости, геноцида и захвата в заложники алеутов, пока Екатерина II не дала указания о сворачивании подобной практики:151.
Искоренение местного населения во время покорения Сибири и Дальнего востока не носило целенаправленный характер, имело экономические причины (сбор ясака для торговли пушниной) и зачастую обосновывалось защитой подвластных России местных племён. Подчинившиеся России племена помогали воевать против более непокорных: ханты против манси, юкагиры против коряков. Некоторые народы (шорцы, телеуты, хакасы, барабинские татары) платили одновременно и русским, и джунгарам. Казаками применялись как дипломатические методы, так и взятие заложников и террор. Сергей Бахрушин описывал красноярских служилых людей как буйных, своевольных, жестоких и падких до наживы.
Большой ущерб местному населению нанесли болезни, эпидемии были страшным бедствием для жителей Сибири. Историк Скобелев С. Г. пишет, что в 1610 году эпидемия оспы поразила нарымских хантов, а в 1630—1631 годах от неё пострадали ненцы и энцы: по отдельным районам погибло до 2/3 населения; в 1630—1632, 1664 гг. эпидемии наблюдались вдоль притоков Оби — рек Томь и Чулым, особенно сильные в Мелесской инородной волости. Историк Джон Ф. Ричардс пишет, что оспа попала в западную Сибирь в 1630 году, в 1650-е двинулась к востоку от Енисея, где сократила популяции тунгусов и якутов на 80%, а в 1690 на 44% уменьшила популяцию юкагиров; во время эпидемии оспа унесла около половины коренного населения. Также он пишет, что в связи с тем, что русские вступали в половые сношения с женщинами из коренного населения, распространившееся среди них заболевание местные назвали «русская болезнь».
Также как акты геноцида могут характеризовать:
- нападения маньчжуров на алтайцев в середине XVIII века.[88][нет в источнике]
- репрессии бурят по обвинениям в панмонголизме в 1920 году[89][неавторитетный источник]
- коллективизация ряда коренных народов (например, нганасанов, кетов, чукчей, юкагиров и др.), насильный перевод с кочевого образа жизни на оседлый, репрессии в отношении шаманов, изъятие детей для обучения в интернатах в отрыве от родной среды. Общими последствиями этой политики для малых народностей стали утрата традиционного образа жизни, национального  самосознания, алкоголизация и криминализация, приведшие к сокращению продолжительности жизни, а среди ряда народов также рост частоты самоубийств

. Следует отметить, что на некоторые народы коллективизация и перевод на оседлость повлияли в том числе положительно, например, на тофаларов, находившихся до переселения в посёлки в бедственном положении вследствие мора оленей и массово умиравших от голода. Для некоторых же народов последствия коллективизации оказались более плачевны. Например, нганасаны были переведены значительно южнее территории традиционного проживания, и их численность сократилась как минимум на треть.
- Проект нового Лесного кодекса РФ[90].

Вместе с представителями коренных народов исчезают и их родные языки — за последние 150 лет на территории России исчезло 14 языков аборигенов. Проблемой является алкоголизм среди малых народов Сибири и Дальнего Востока (ханты, манси, кеты и другие)

## Современные примеры
Геноцид коренных племен по-прежнему является проблемой в современном мире. Геноцидом называются продолжающаяся депопуляция индейцев дживаро, яномама и других племён в Бразилии. Действия государства в Бангладеш против народа джумма (Конфликт в Читтагонгском горном районе) были описаны на международном уровне как этническая чистка и геноцид. Парагвай также обвиняется в совершении геноцида против аче, это дело было передано в Межамериканскую комиссию по правам человека, которая временно вынесла постановление о том, что геноцид не был совершен государством, но выразила обеспокоенность по поводу «возможных злоупотреблений со стороны частных лиц в отдалённых районах территории Парагвая».
Самуэль Тоттен выделяет в качестве геноцида коренных народов: депопуляцию коренных американцев (отдельно на территории современной Канады), геноцид племён гереро и нама, разрушение общества аборигенов Австралии, конфликт в Читтагонгском горном районе Бангладеш, геноцид готтентотов и бушменов в Южной Африке, геноцид или этноцид народа аче в Парагвае, геноцид горных нубийцев, Дарфурский конфликт и гватемальский геноцид
- В XX веке по оценкам Александра Хинтона геноцид происходил с различными этносами[39]:67 в Африке
  - гереро 1904-1907
  - буби 1969-1979
  - матабеле 1982-1983
  - карамоджонг 1979-1986
  - хуту 1972, 1988
  - исаак 1988-1989
  - бушмены 1980-1990
  - туареги 1988-1990
  - нуба 1991-1992
  - динка, нуэр 1992-1993
  - тутси 1994
- в Азии и на островах Тихого океана
  - армяне 1915-1918
  - тямы 1975-1979
  - хмонги 1979
  - дани 1988
  - аую 1989[101]
  - тамилы 1983-1986
  - манобо 1987
  - курды 1988, 1991
  - насиои 1990-1991
  - племена 1979-н.в.
- в Латинской Америке и на Карибских островах
  - куива 1967-1971[102]
  - аче 1966-1976
  - мискито 1981-1986
  - арауканы 1986
  - намбиквара[англ.] 1986-1987
  - тукуна 1988
  - пай-тавитера[англ.] 1990-1991
  - нукаки[англ.] 1991
  - паэс[англ.] 1991
  - арара 1992[103]
  - яномама 1988-1989, 1993
  - майя 1964-1994

Effacer le tableau («стирание доски» или «чистка листа») — это оперативное название, данное систематическому уничтожению пигмеев Бамбути повстанческими силами в Демократической Республике Конго.
Геноцид в Восточном Тиморе относится к «кампаниям по умиротворению» правительством Нового Порядка Индонезии во время поддерживаемого США вторжения Индонезии и оккупации Восточного Тимора.

### Тибет
5 июня 1959 года Шри Пуршоттам Трикамдас, старший адвокат Верховного суда Индии, представил доклад по Тибету Международной комиссии юристов:
Исходя из изложенных выше фактов, можно сделать следующие выводы: … (e) изучить все доказательства, полученные Комитетом и из других источников, и принять соответствующие меры по ним и, в частности, определить, является ли преступление геноцидом — для которого уже существует сильная презумпция — установленным и, в таком случае, инициировать действия, которые предусмотрены Конвенцией о геноциде 1948 года и Уставом Организации Объединённых Наций, для пресечения этих актов и надлежащего возмещения ущерба;
Согласно Тибетскому обществу Великобритании, «в целом более миллиона тибетцев, пятая часть населения, погибли в результате китайской оккупации вплоть до окончания культурной революции».